# Лајнус Себастијан
Лајнус Габријел Себастијан, (20. август 1986) канадски је јутјубер, водитељ, продуцент, и оснивач Лајнус медија групе.
Он је најпознатији за оснивање и вођење три технолошки оријентисана јутјуб канала: Linus Tech Tips, Techquickie и Channel Super Fun који заједно имају базу од преко 17 милиона претплатника. Од 2007—2015 он је такође регуларни водитељ још једног технолошки оријентисаног канала који је везан за канадски ланац продавница рачунара, компанија NCIX. 2015. године, Инк. магазин је рангирао Себастијана на 4. месту на листи „Топ 30 најјачих играча у Технологијама”.
Од јануара 2016, канал Linus Tech Tips је рангиран на 12. месту најгледанијих научних и технолошких канала на јутјубу.

## Каријера

### Младост
Од јануара 2004. до јуна 2005, Себастијан је радио као фарбар за студентску/ђачку компанију и као спасилац и инструктор пливања у „Maple Ridge Parks & Leisure” у Ванкуверу.

### NCIX и Linus Tech Tips
Себастијан, првобитно радећи у менаџменту категорисања производа за канадску интернет продавницу рачунара, је био првобитни водитељ и домаћин NCIX технолошког канала, који је био креиран да се презентују и представе производи за малопродају. Себастијан је радио са сниматељем и видео монтажером који је радио у истој компанији, те је са ограниченим ресурсима, позамљујући камеру и опрему од председника компаније, почео да снима видео снимке за компанију.
Услед великих трошкова и малог броја прегледа током првих дана тог канала, Себастијан је добио упутство да направи Linus Tech Tips канал где би се представљали јефтинији производи и производи који не би утицали на реноме NCIX бренда. Они су били инспирисани за растом канала да би се такмичили и били раме у раме са каналима као што су TigerDirect и Newegg. Канал је створен 24. новембра 2008.
Себастијан није пуно времена снимао за NCIX. Током његовог запослења у компанији, он је радио више различитих послова, нпр. представник и заступник продаје, хај-енд систем дизајнер, менаџер продаје и менаџер категорисања.

### Linus Media Group
Себастијан је основао „Linus Media Group” јануара 2013. из његове гараже и то заједно са Луком Лафрениером, Едзел Јагом, и Брендон Лијем. Група је развила Linus Tech Tips канал као независни подухват. Себастијан је такође почео да ради на „Techquickie” каналу.
Септембра 2013, Себастијана је интервјуисао Крис Пирило. Себастијан је дискутовао о будућности његовог канала и одговарао је на питања која су била послата Пирилу кроз дружтвене мреже.
У интервјуу 2014. године, Себастијан је открио да је остајао будан током ноћи под притиском притом размишљајући како да издржава своју породицу и истовремено има запослене током раних дана његове независне јутјуб каријере, без икаквог започетог капитала да ради.
Током 2015. године, компанија се преселила у комерцијални канцеларијски простор први пут, претходно радећи у Себастијановој кући у Ванкуверу.ref>„Behind the scenes with LinusTech”. Unlocked NewEgg. Архивирано из оригинала 25. 10. 2015. г. Приступљено 4. 1. 2016. „Sebastian and his team behind the scenes in their residential location”</ref> Процес селидбе је документован и представљен као серијал влог-ова који су постали један од најпопуларнијих серијала видеа у историји Linus Tech Tips канала.

### Значајни пројекти

#### The Wan Show (2012 — данас)
The Wan Show је регуларна уживо Twitch интернет стриминг базирана емисија коју воде Лајнус Себастијан и Лук Лафрениер. Њих двоје заједно дискутују о темама везаним за вести и приче из света технологија, притом износећи своја мишљења и постављајући питања. Свака епизода је потом отпремљена на јутјуб након емитовања уживо.
До 6. јануара 2015, било је 123 уживо епизода ове емисије. Током досадашњих емитовања емисије, дешавало се да уместо стандарне екипе водитељског пара једног од њих уобичајено замени неко од запослених из „Linus Media Group” услед немогућности да неко од њих буде домаћин емисије.

#### Scrapyard Wars (2015 — данас)
„Scrapyard Wars” је серијал који прати Лајнус Себастијана и Лук Лафрениера док се такмиче ко ће склопити најбољи представљени рачунар са границама које су постављене или одређеним буџетом, временским роком, и темом.
У првом серијалу, Себастијан и Лафрениер су појединачно имали задатак да склопе гејмерски рачунар за 300 канадских долара. Серијал је пропраћен кроз 3 епизоде са садржајем током дводневног такмичења.
У другом серијалу, од двојца је било тражено да саставе рачунар базиран на воденом хлађењу за 500 канадских долара, без коришћења претходно поседованих компоненти и компоненти и унапред израђених комерцијално намењених призвода намењених воденом хлађењу компоненти рачунара. Серијал се садржао у 4 епизоде.
У трећем серијалу, Себастијану, Лафрениеру и госту Остин Евансу (амерички технолошки јутјубер) је дат изазов да саставе најбољи гејмерски рачунар по ценама перфоманси. Трећи серијал се садржао од 7 епизода.
Прва епизода четвртог серијала ће бити објављена на интернет видео платформи „Vessel” 27. марта 2016, и биће објављена недељу дана касније на јутјубу 3. априла. Лајнус је споменуо да ће четврти серијал бити форматиран више као телевизијска емисија, и да ће садржати отприлике 3-4 епизоде трајања сваке по 45 минута. Додатно, Лајнусу и Луку ће се придружити Боб Стјуарт и Род Розенбург, са два тима такмичијући се између обе.

#### „7 Gamers 1 CPU” (2015—2016)
Linus Tech Tips канал је 2. јануара 2016. објавио видео демонстрирајући рачунар вредан 30.000 америчких долара који је могао да подржи појединачно 7 играча. Сам видео је постао доста популаран па је доспео у жижи технолошких вести и достигнућа на интернету, па је прегледан више од милион пута од дана када је отпремљен. Себастијан је одговорио конкретно за видео на Твитеру, изјављујући „За 8 година, ја нисам никада постигао 1 милион прегледа за месец дана, а камоли за један дан. Хвала вам на подршци.”
Рачунар је имао 8 модула по 32 GB ECC DDR4 RAM-a, осам ССД-ова од Кингстон технолоџија капацитета 1 TB, два Интел Ксеон (Xeon) процесора, модел са 14 језгра E5 2697 v3, седам AMD R9 Nano графичких карти, напајање EVGA компаније модела T2 1600W , и све је смештено у кућишту „Caselabs Mercury S8” са Асус Z10PE-D8 WS матичном плочом. Пројекат је спонзорисао Кингстон технолоџи.
Дана 31. јануара је објављен видео са резултатима бенчмаркова.
Дана 16. фебруара, још један видео о клоковању 30.000 америчких долара долара вредног рачунара је објављен.
Видео са насловом „THE $30,000 7 GAMERS 1 CPU BUILD IS NO MORE! — Disassembly Stream” објављен је 23. фебруара. Конфигурација је растављена од стране Лајнуса током стриминга на твичу.

## Приватан живот
Себастијан је у браку са Ивон Хо од априла 2011. Заједно имају сина и ћерку. Лајнус ужива у провођењу времена са својом породицом, наводећи у интервјуу за LifeHacker да „[моја породица] дефинитивно ми даје разлога да устанем сваки дан и да изградим своју компанију.”
Себастијан такође има две бенгалске мачке, са именима „Rocket” и „Rumble”. He occasionally shares videos about his pets and an insight into his home life, posted on his personal channel 'LinusCatTips'.
Фебруара 2014, Себастијан је био међу јутјуберима који су добровољно допринели новчана средства и подршку за технолошког јутјубера,Остин Еванса који је изгубио сву своју опрему и дом у пожару. Себастијан се појавио у видеу поред других јутјубера, давајући личну поруку за Еванса. Еванс је касније 2015, позван да гостује у серијалу „Scrapyard Wars”.
У интервјуу са технолошким старт-ап сајтом "Tech.Co@, Себастијан је рекао да су његови омиљени јутјубери TotalBiscuit, Остин Еванс и Marques Brownlee.